# Дем'янюк Орися Григорівна
Орися Григорівна Дем'янюк (до шлюбу Мочульська; нар. 23 червня 1992) — українська легкоатлетка, яка спеціалізувалась в бігу на середні дистанції, багаторазова чемпіонка України.
На національних змаганнях представляла Львівську область.
Тренувалась під керівництвом Віталія Тарнакіна.
Одружена зі стрибуном у висоту Дмитром Дем'янюком.

## Основні міжнародні виступи
| Рік  | Змагання                      | Місто   | Місце | Дисципліна       | Примітки |
| ---- | ----------------------------- | ------- | ----- | ---------------- | -------- |
| 2018 | Чемпіонат Європи з кросу      | Тілбург | 5     | змішана естафета | [ 2 ]    |
| 2021 | Чемпіонат Європи в приміщенні | Торунь  | 17    | 1500 м           | [ 3 ]    |